# Kuppelaufzug

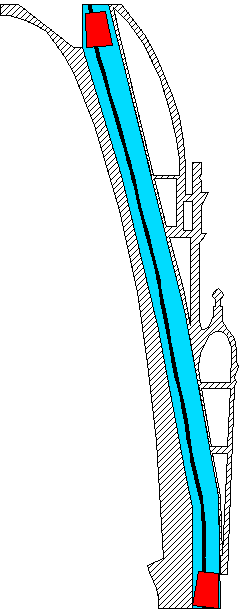
Skizze des Aufzuges

Der Kuppelaufzug ist ein Bogenaufzug im Neuen Rathaus in Hannover, der zur Aussichtsplattform auf der Rathauskuppel in etwa 100 Meter Höhe führt. Er wurde 1908 beim Bau des Rathauses von der Firma Flohr errichtet und bei der Einweihung des Rathauses 1913 in Betrieb genommen.

## Schräg- oder Bogenaufzug
Aufgrund des parabelförmigen (bogenförmigen) Fahrverlaufes stellte der Aufzug ein Novum dar, da es ein echter seilgehängter Aufzug zur Personenbeförderung ohne Zahnstangen ist. Er wird oft fälschlicherweise als Schrägaufzug bezeichnet. Ein Schrägaufzug steht oder hängt auf bzw. an Schienen oder Zahnstangen und behält seine Neigung auf geradem Fahrverlauf bei. Beim Kuppelaufzug in Hannover hingegen verändert sich die Neigung während der Fahrt um rund 17°. Der oft zum Vergleich herangezogene Aufzug des Eiffelturmes ist tatsächlich „nur“ ein Schrägaufzug und daher nicht vergleichbar.

## Beschreibung

Schräg- oder Bogenaufzug?

Originalmutterpause von 1902, mit Höhenangabe

Der Hub beträgt ca. 43 m und der Versatz zwischen Ein- und Ausgang ca. 8 m. Der Aufzug und auch der darüberliegende Aussichtsturm ist nicht behindertengerecht erschließbar, so dass Gehbehinderte die untere Zugangstreppe und auch die oben vorhandenen Spindeltreppen im Turm nicht überwinden können. Der Aufzug hat fünf Haltestellen, von denen normalerweise nur die Endhaltestellen angefahren werden. Über der Einstiegsebene liegt zur Kuppelinnenseite die Haltestelle „Kuppelboden“. Von dort erreicht man das Gewölbe, in dem sich der Kronleuchteraufzug der Haupthalle befindet. Die dritte Haltestelle zeigt zur Außenseite und ist der Zugang zur Turmuhr. Die Haltestelle darüber ist der Zugang zum Maschinen- und Schaltraum.

## Erster Aufzug 1908–2007
Der Fahrkorb war in zwei dampfgebogenen Holzschienen geführt, in die auch die Notfangvorrichtung in der Art einschlug, dass je Fangvorgang 2 × 2 m Holzschienen zerstört worden wären. Der Antrieb des Kuppelaufzuges erfolgte durch zwei Trommeln mit zwei Gegengewichten. Im Winterhalbjahr war der Aufzug nicht benutzbar, da das temperaturbedingt zähere Schmierfett an den Schienen den Aufzug und das Stromzuführungskabel nicht sicher durch das Eigengewicht hinabgelassen hätte. Das Fahrkorbdach hatte zwei Fenster, durch die die Fahrgäste den Schacht mit seinen Einbauten ansehen konnten. Der Aufzug war zusammen mit dem Bau des Rathauses geplant und gebaut worden und nicht, wie bei vielen Sehenswürdigkeiten, im Nachhinein. Im Gegensatz zum umgebenden Gebäude war dieser Aufzug nicht denkmalgeschützt. Im Verlaufe der Jahre wurden mehrmals die Steuerung und der Antrieb ersetzt. Lediglich die Grundkonzeption blieb erhalten. Die Besucherzahl in den Sommermonaten betrug über 90.000. Der alte Kuppelaufzug hatte seine letzte Fahrt am 4. November 2007 um 17 Uhr mit Oberbürgermeister Stephan Weil.

## Neuer Aufzug seit 2008
Der Aufzug wurde im Winter 2007/08 durch einen High-Tech Aufzug der Firma Lutz Aufzüge aus Reinbek (bei Hamburg) nach Plänen eines hannoverschen Planungsbüros für Fördertechnik ersetzt. Die Fahrgeschwindigkeit kann nun wahlweise von 0,8 m/s auf 0,2 m/s als Sightseeing-Fahrt reduziert werden, damit mehr Zeit zum Fotografieren und Filmen bleibt. Die beiden neuen Fenster mit integrierter LCD-Folie im Fahrkorbboden werden nur auf Knopfdruck transparent, um Interessierten auch diesen Eindruck zu ermöglichen. Der Fahrverlauf und die örtlichen Situationen erfordern besondere Bauelemente, die zum Beispiel in der Rangierloktechnik und dem Karussellbau Anwendung finden. Der Fahrkorb hat keine kabelgebundenen Verbindungen zur Steuerung oder dem Antrieb.
Aus Platzgründen wurden der Antrieb und die Steuerung in verschiedenen Ebenen untergebracht. Der Maschinenraum wurde seitlich für technische Einbauten erweitert und brandschutztechnisch verbessert. Der neue Aufzug ist nun in der Lage, auch bei ausgefallenem Netz die Fahrgäste sicher und selbständig in die unterste Ebene zu bringen.
Die Leistungsübertragung zum Fahrkorb sollte zuerst per induktiver Hochfrequenztechnik erfolgen. Der Fahrkorb sollte deshalb aus doppelschaligem Aluminium hergestellt werden, damit Fahrgäste mit elektronischen Schrittmachern maximal geschützt sind. Diese technische Innovation musste jedoch vorsichtshalber umgeplant werden, da nicht ausgeschlossen werden kann, dass Fahrgäste elektronische Körperimplantate tragen, die nicht europäischem Standard entsprechen.
Insbesondere wären hierbei Geräte betroffen, die induktiv aufgeladen werden. Eine unkontrollierte ungewollte Überladung wäre eine mögliche Folge. Alternativ wurden deshalb elektrische Schleifleitungen eingesetzt, wie sie auch im Karussellbau verwendet werden. Die mögliche Laufleistung der Schleifkohlen ist so groß, dass erst nach mehr als jeweils vier Jahren ein preiswerter Satz Kohlebürsten zum Ersatz notwendig ist.
Bei den Planungen gab es Überlegungen, die Schienen wie im Achterbahnbau aus Rohren zu fertigen. Diese Rohre wären höher belastbar und einfacher zu fertigen gewesen. Für diese Rohrführungen war zunächst eine druckluftbetriebene Federspeicherbremse aus dem LKW-Bau vorgesehen, die jedoch zum Aufzugsbetrieb erst noch hätte zugelassen werden müssen. Während der mehrjährigen Planungsphase wurde dann eine geeignete Fangvorrichtung entwickelt, die ebenfalls ohne Auslöseseil auskommt, aber an T-Schienen installiert sein muss. Aus diesen Gründen wurden – erstmals im Aufzugsbau – gebogene T-Schienen eingesetzt. Durch den Einsatz dieser schlanken Schienen konnte der Fahrkorb zehn Zentimeter breiter ausgeführt werden als mit Rohrführungen.

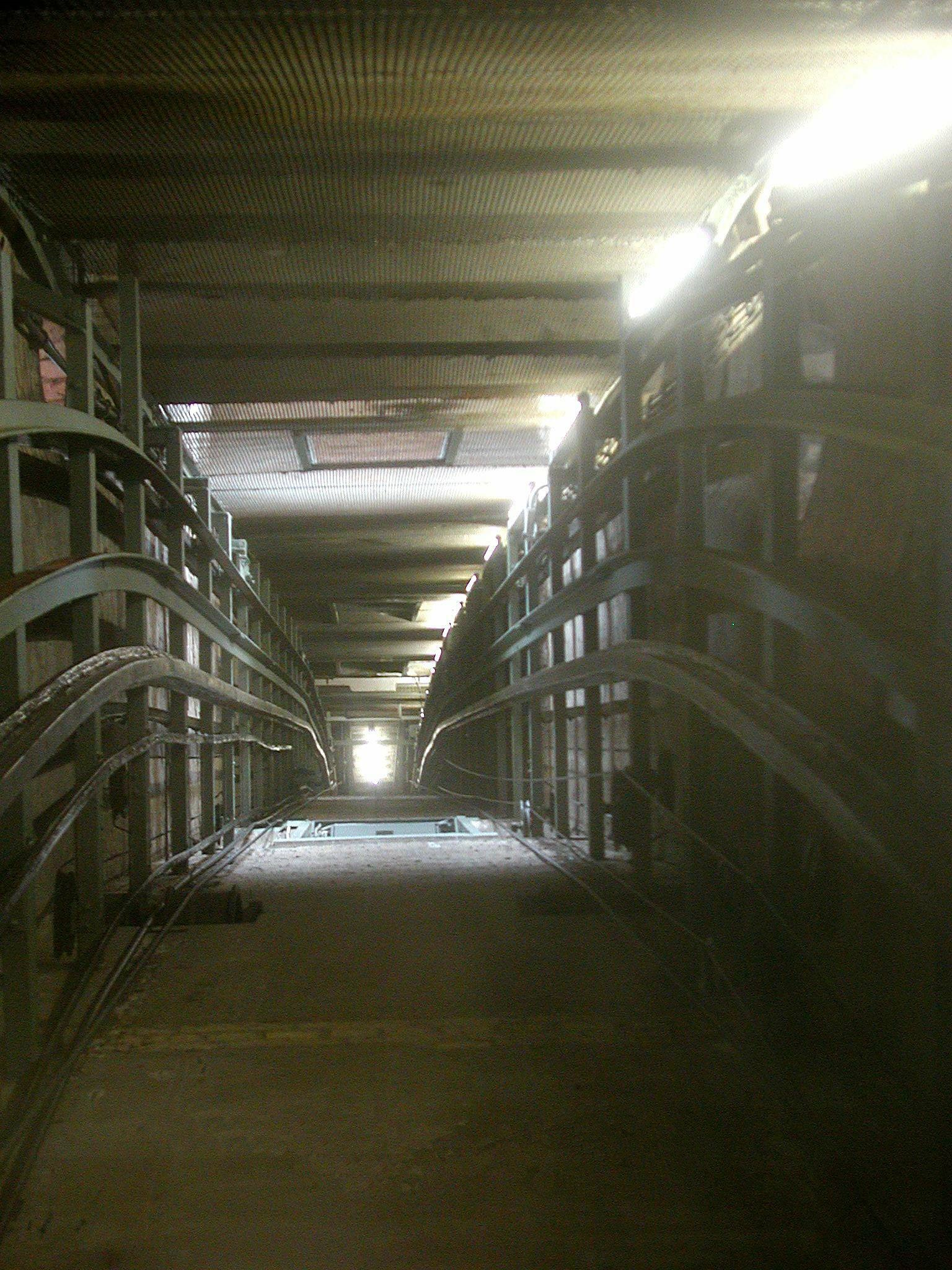
Blick vom Fahrkorbdach nach oben

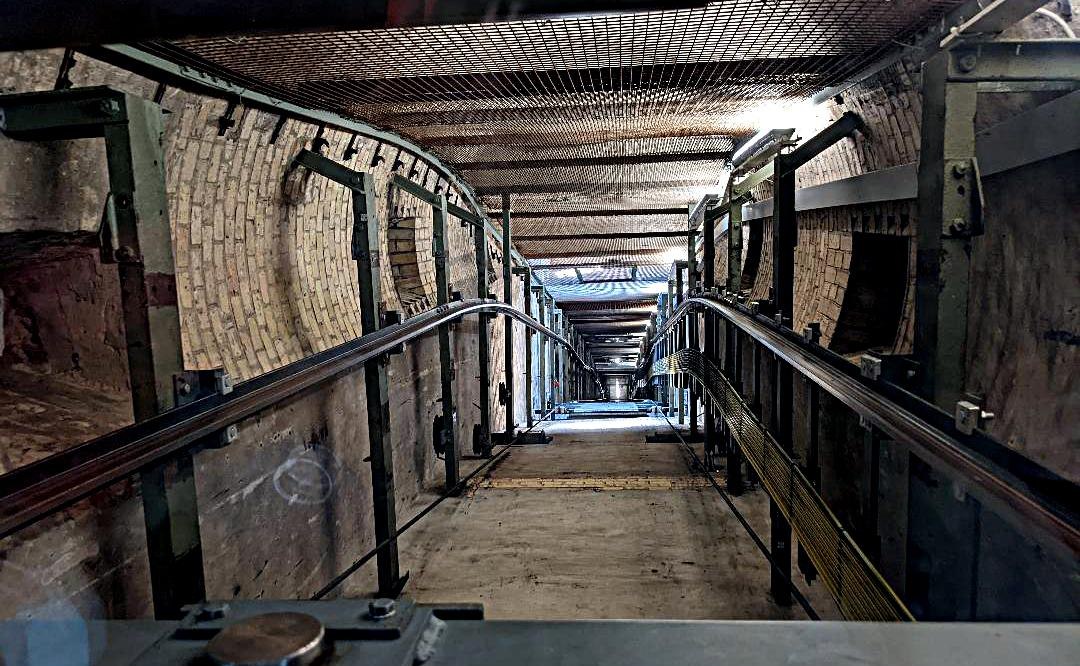
Blick durch das gläserne Dach des Fahrkorbs in den Aufzugschacht nach der Renovierung

Die Steuerbefehle zwischen Fahrkorb und Maschinenraum werden per kodiertem Funk (CANopen) übertragen. Aus technischen Gründen werden auch die beiden Gegengewichte beim neuen Aufzug und sämtliche seilbetätigten Geschwindigkeitsbegrenzer entfallen. Diese besondere Modifikation resultiert aus den Problemen der schwingenden Auslöseseile, die sonst den Fang auch ungewollt auslösen könnten. Die neue Sicherheitsbremse wird auf einem kardanisch angehängten Tender (Schlitten) mitgeführt und durch direkte Traktion an den Schienen ausgelöst.
Die neuen Türen werden aus der Vertikalen in den Fahrwinkel umgesetzt. Hierdurch können die Fahrkorb- und die jeweilige Schachttür automatisch kraftschlüssig verbunden werden. Eine manuelle Türöffnung ist deshalb nicht mehr erforderlich. Spezielle Heizelemente an den Türen ermöglichen den Betrieb auch bei Minustemperaturen, Schnee und Eis.
Bei allen Bauteilen handelt es sich um Standardkomponenten anderer Gewerke, die allerdings in dieser Kombination noch nie zusammengeführt worden sind.
Der neue Aufzug ist zwar technisch als ganzjährig verwendbarer Selbstfahreraufzug eingerichtet, wird aber aus organisatorischen Gründen weiterhin als saisonaler Aufzug mit Aufzugführerbetrieb verwendet.
Im Bild neben diesem Artikel ist auf einer Originalmutterpause von 1902 der untere Einstieg des Aufzuges zu sehen. Alle Höhenangaben beziehen sich auf Meeresniveau und nicht auf die relative Gebäudehöhe. Der Schacht wurde stereoskopisch vermessen, um mit den Messergebnissen ein exaktes 3D-Modell per Rechner erstellen zu können (CAD-Simulation). Bisherige Vermessungen sind nicht geeignet, die Schienen mit der erforderlichen Präzision zu biegen.
Trotz High-Tech-Software und modernster Geräte war es unvermeidlich, Kollisionen mit Mauern und Schachteinbauten direkt und vor Ort zu korrigieren. Selbst bei der ersten Fahrt mit dem Oberbürgermeister Weil noch während der Bauphase wurde die Türschwelle in Höhe des Maschinenraumes stark deformiert, als der Korb mit einem noch vorstehenden Stein kollidierte.
Der Abstand des Fahrkorbes zu festen Teilen des Schachtes beträgt an einigen Stellen weniger als fünf Millimeter.
Innovativ ist auch das Befreiungsmanagement: Sollte der Fahrkorb einmal im Schacht nicht mehr durch den Antrieb bewegt werden können, so wird ein Aufzugsmonteur maschinell abgeseilt; er hängt den Fahrkorb an einen Spezialkran um, der alles zur nächsthöheren Ebene hievt. Der Notruf aus dem Fahrkorb erfolgt entgegen den Standardvorschriften mittels Funkübertragung. Dieser unsichere Übertragungsweg wird durch mehrere unabhängige Geräte und Funkwege kompensiert.
Im Fahrkorb befindet sich eine Fotomontage mit LED-Leuchtanzeigen, die die Aufzugposition im Rathausturm zeigen. Das Foto wurde bearbeitet, indem das vorgelagerte Dach wegretuschiert wurde, das den Einstieg verdeckt. Oberhalb des oberen Fensters wird die momentane Fahrkorbhöhe über der Zugangshaltestelle angezeigt.